# John Hume
John Hume (ur. 18 stycznia 1937 w Londonderry, zm. 3 sierpnia 2020 tamże) – brytyjski i północnoirlandzki polityk, długoletni lider północnoirlandzkich laburzystów, poseł do Izby Gmin, deputowany do Parlamentu Europejskiego I, II, III, IV i V kadencji. Laureat Pokojowej Nagrody Nobla.

## Życiorys
Przygotowywał się do zostania księdzem katolickim, jednak po trzech latach porzucił naukę w seminarium. Kształcił się też w zakresie języka francuskiego i historii na Narodowym Uniwersytecie Irlandii, studiował później m.in. we Francji, a w 1964 został absolwentem St. Patrick's College w Maynooth. Pracował jako nauczyciel w Derry, wkrótce wraz z wspólnikami zorganizował lokalną kasę oszczędnościowo-kredytową, pierwszą na terenie Irlandii Północnej. Wkrótce został prezesem krajowego związku takich instytucji finansowych. Organizował również stowarzyszenie budownictwa mieszkaniowego w rodzinnej miejscowości.
Zaangażował się w działalność organizacji narodowych. W 1969 został niezależnym deputowanym do parlamentu północnoirlandzkiego. W 1971 należał do założycieli Socjaldemokratycznej Partii Pracy (SDLP), od 1979 do 2001 przewodniczył tej organizacji. Od 1973 do 1974 zasiadał w Northern Ireland Assembly, w 1974 w regionalnym rządzie pełnił funkcję ministra handlu. W 1975 wszedł w skład Northern Ireland Constitutional Convention, a w 1982 w skład kolejnego Northern Ireland Assembly.
W latach 1983–2005 sprawował mandat deputowanego do Izby Gmin (z okręgu wyborczego Foyle). Od 1979 do 2004 był posłem do Europarlamentu pięciu kolejnych kadencji. Zasiadał w grupie socjalistycznej, pracował głównie w Komisji Polityki Regionalnej, Transportu i Turystyki. W 2005 zrezygnował z działalności politycznej. Został powołany na prezesa klubu piłkarskiego Derry City.
Brał aktywny udział w procesie pokojowym w Irlandii Północnej. W latach 90. uczestniczył w wielostronnych negocjacjach z udziałem głównych stron konfliktu, które doprowadziły do zawarcia porozumienia wielkopiątkowego. Wspólnie z Davidem Trimble'em otrzymał za to w 1998 Pokojową Nagrodę Nobla. W 2010 został zwycięzcą zorganizowanego przez Raidió Teilifís Éireann plebiscytu na najwybitniejszego Irlandczyka.